# Takanori Nunobe
Takanori Nunobe (布部 陽功 Nunobe Takanori?), född 23 september 1973 i Osaka prefektur, är en japansk före detta fotbollsspelare och senare tränare.
Nunobe började sin karriär 1995 i Verdy Kawasaki. Med Verdy Kawasaki vann han japanska cupen 1996. 1997 flyttade han till Júbilo Iwata. Med Júbilo Iwata vann han japanska ligan 1997. Efter Júbilo Iwata spelade han för Vissel Kobe, Cerezo Osaka och Avispa Fukuoka. Han avslutade karriären 2008.